# Márton Fülöp
Márton Fülöp (* 3. Mai 1983 in Budapest; † 12. November 2015 ebenda) war ein ungarischer Fußballtorhüter.

## Sportlicher Werdegang
Im Sommer 2004 wechselte Fülöp zu Tottenham Hotspur. Nach dem Wechsel hatte er sein Debüt in der ungarischen Nationalmannschaft. Am 9. Dezember 2006 absolvierte er sein erstes Spiel beim AFC Sunderland, das mit einem 2:1-Sieg gegen Luton Town endete. Zwei Monate später, am 2. Januar 2007, wechselte er dann offiziell zu Sunderland. In den folgenden drei Jahren wechselte Fülöp mehrfach auf Leihbasis zu anderen Vereinen, um Spielpraxis zu sammeln. Insgesamt bestritt er für den AFC Sunderland 44 Ligaspiele.
Am 5. August 2010 wechselte Márton Fülöp zum englischen Zweitligisten Ipswich Town, im August 2011 zu West Bromwich Albion. Dort erhielt er einen Einjahresvertrag.
Bei Fülöp wurde 2013 ein Krebsleiden am Arm diagnostiziert. Noch 2014 plante er seine Rückkehr zur Profilaufbahn. Am 12. November 2015 erlag er seiner Krankheit. An seinem Todestag trug die ungarische Nationalelf in Norwegen beim Playoffspiel für die EM 2016 Trauerflor. Roland Juhász sagte vor dem Spiel: „Das sind ungeheure Schmerzen, du bist in unseren Herzen, wir sind noch entschlossener, wir spielen heute auch für dich. Ruhe in Frieden, Marci!“ Das Spiel endete 1:0 für Ungarn.